# LZ 104

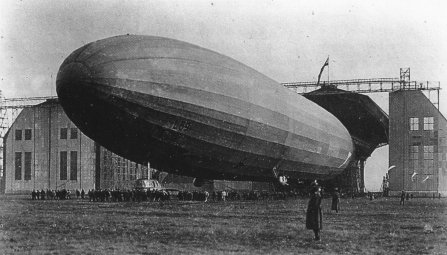
LZ 104 beim Aushallen auf dem Flugplatz Staaken, Oktober 1917

LZ 104 war ein Zeppelin-Militärluftschiff des Typs W im Ersten Weltkrieg. Seine taktische Nummer war L 59. Die erste Fahrt fand am 30. Oktober 1917 statt. Zusammen mit L 57 gehörte L 59 sowie den letzten gebauten Militärluftschiffen LZ 112 und LZ 113 zu den vier größten Luftschiffen des Ersten Weltkriegs. LZ 104 gilt als das effizienteste jemals gebaute Transportluftschiff auf weiten Strecken.

## Laufbahn

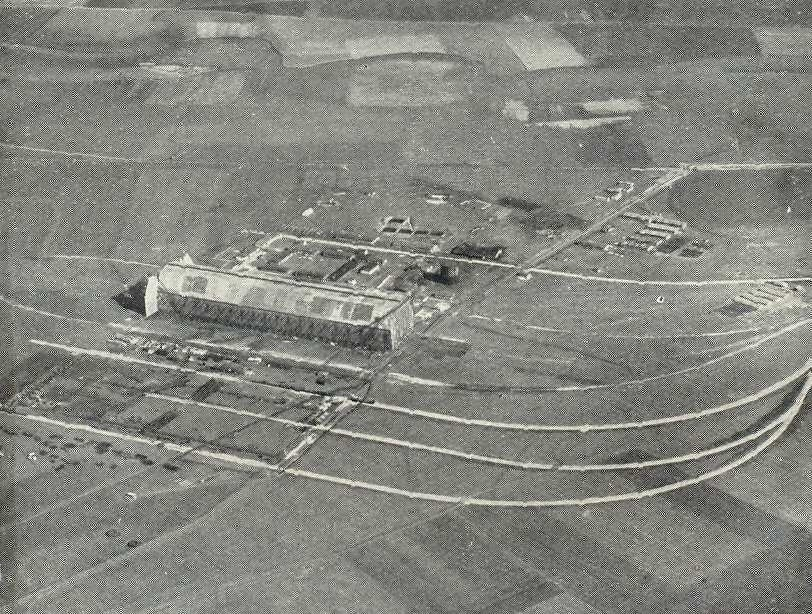
Luftschiffhafen Jambol, Startplatz für die Afrikafahrt von LZ 104

LZ 104 wurde speziell für die Versorgung der Schutztruppe in Deutsch-Ostafrika im Ersten Weltkrieg gebaut. Um das wahre Ziel der Mission zu verschleiern, erhielt sie den Decknamen China-Sache. Da das Luftschiff nach dem Versorgungsflug nach Afrika nicht zurückkehren sollte, wären viele Teile des Luftschiffes für den Feldeinsatz der Truppen wiederverwendet worden. Seine Außenhülle wäre beispielsweise zu Zelten und teilweise zu Mullbinden verarbeitet worden. Das Aluminiumgerüst wäre etwa für Tragen, Barackengerüste oder Sendemasten verwendet worden.

### Afrikafahrt

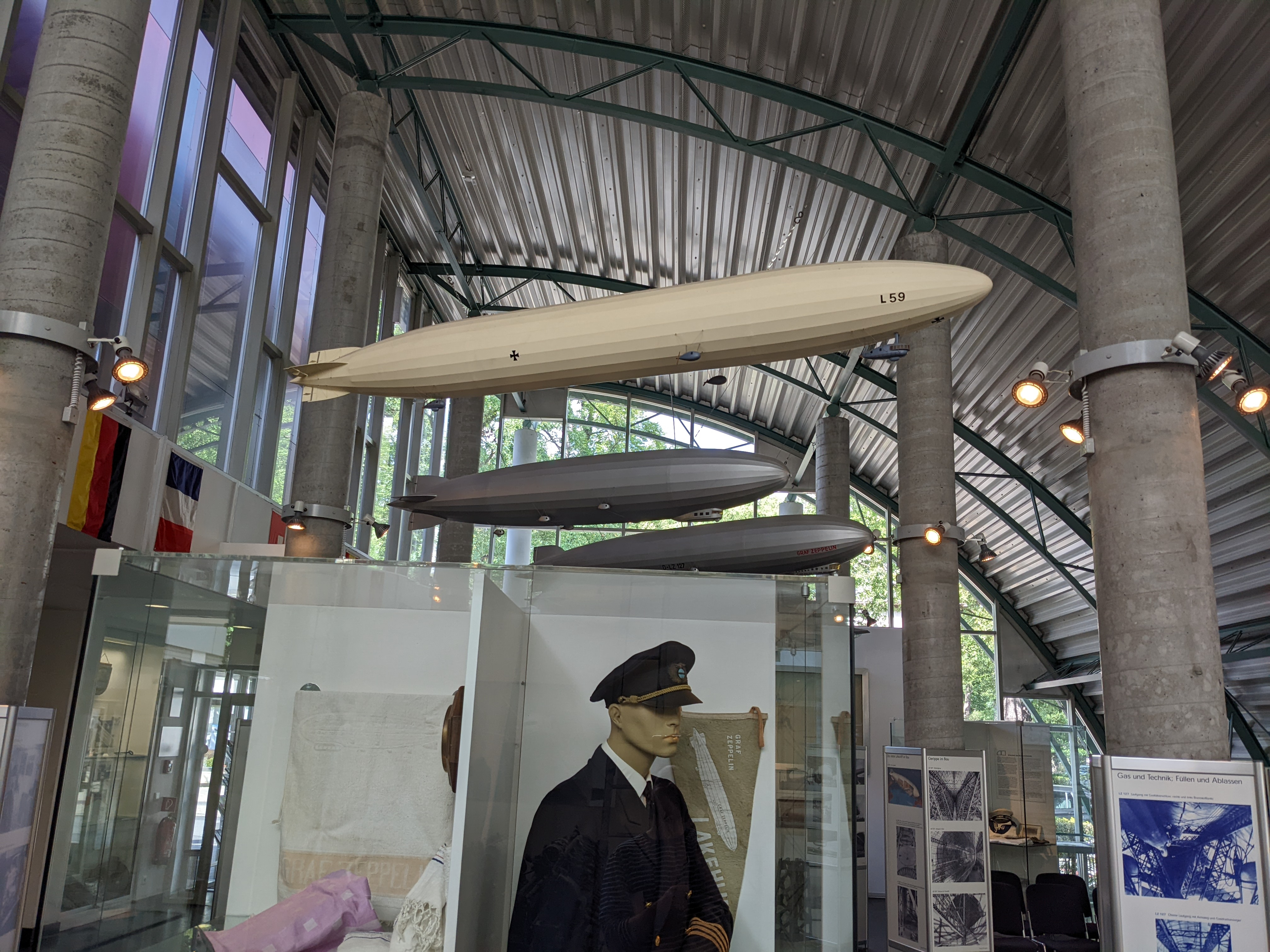
Modell von LZ 104/L 59 im Zeppelin-Museum Zeppelinheim

Die Versorgung der deutschen Schutztruppe in Ostafrika mittels Hilfsschiffen wurde aufgrund der britischen Nordseeblockade immer schwieriger. Zudem suchten die Befürworter der militärischen Luftschifffahrt dringend Prestigeerfolg. Der Militärarzt Maximilian Zupitza machte daher dem Reichskolonialamt die Anregung, einen Zeppelin als Blockadebrecher einzusetzen. Ursprünglich sollte LZ 102 (taktische Nr. L 57) eine Transportfahrt nach Deutsch-Ostafrika unternehmen. LZ 102 wurde jedoch am 7. Oktober 1917 durch Sturmböen beim Luftschiffhafen in Jüterbog schwer beschädigt, ehe es seine Fahrt antreten konnte. Daraufhin wurde das noch im Bau befindliche LZ 104 für das Unternehmen vorbereitet. LZ 104 musste hierzu 30 Meter länger gebaut werden als ursprünglich geplant. (Mit dieser Verlängerung auf 226,5 m wurde der Gasraum von 55.000 auf 68.500 m³ vergrößert und damit die Nutzlast von 40.000 auf 52.100 kg erhöht.) Am 25. Oktober 1917 wurde LZ 104 in Dienst gestellt. Am 3. November startete das Schiff von Berlin-Staaken zur Afrika-Mission. Das Kommando führte Kapitänleutnant Ludwig Bockholt, der schon die Fahrt von LZ 102 durchführen sollte.
Um die Entfernung der Nonstopfahrt zu reduzieren, wurde als Startplatz der Luftschiffhafen bei Jambol (Jamboli) im Südosten Bulgariens gewählt, das auf Seiten der Mittelmächte stand. LZ 104 traf am 4. November in Jamboli ein. Am 13. November verhinderten ungünstige Wetterbedingungen den Start Richtung Afrika. Am 16. November scheiterte auch der zweite Versuch, als LZ 104 bei Akhisar über Kleinasien unter Eigenbeschuss durch osmanische Einheiten geriet, die ebenfalls auf Seiten der Mittelmächte standen. Kapitän Bockholt musste wegen Gasverlust und abermals schlechtem Wetter umkehren.

#### Fracht für Deutsch-Ostafrika
Am 21. November 1917 um 5 Uhr morgens startete das Luftschiff wiederum von Jamboli mit einer Gesamtladung von rund 50 Tonnen an Bord.
Die Ladung bestand aus folgenden Posten:
| Posten                                              | Anzahl        | Masse     |
| --------------------------------------------------- | ------------- | --------- |
| Patronen (einzeln)                                  | 311.900 Stück | 7.866 kg  |
| Maschinengewehrgurte mit 57.500 gegurteten Patronen | 230 Stück     | 1.748 kg  |
| Maschinengewehrpatronenkästen mit 13.500 Patronen   | 54 Stück      | 441 kg    |
| Maschinengewehre                                    | 30 Stück      | 510 kg    |
| Infanteriegewehre mit 5.000 Patronen                | 4 Stück       | 240 kg    |
| Reserveläufe für Maschinengewehre                   | 9 Stück       | 171 kg    |
| Verbandsstoffe und Medikamente                      | 61 Sack       | 2.622 kg  |
| Nähzeug                                             | 3 Sack        | 120 kg    |
| Post                                                | –             | 25 kg     |
| Fernrohre                                           | –             | 28 kg     |
| Ersatzschlösser                                     | –             | 50 kg     |
| Buschmesser und Gurtfüller                          | –             | 76 kg     |
| Ersatzgerät für Funktelegrafie                      | –             | 33 kg     |
| Benzin                                              | –             | 21.790 kg |
| Öl                                                  | –             | 1.525 kg  |
| Wasser                                              | –             | 9.160 kg  |
| Trinkwasser                                         | –             | 426 kg    |
| Kleidersäcke                                        | –             | 380 kg    |
| Sonstige Ersatzteile                                | –             | 350 kg    |
| Nahrung (Konserven etc.)                            | –             | 700 kg    |
| Besatzung (22 Personen)                             | –             | 1.760 kg  |
| Gesamt                                              | –             | 50.021 kg |

#### Fahrtroute

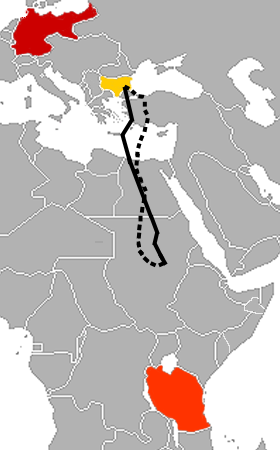
Ungefähre Route der Afrikafahrt von LZ 104 im November 1917 (Rückfahrt gestrichelt)

Über die exakte Fahrtroute liegen verschiedene Aufzeichnungen vor, da mehrere Karten mit leicht abweichenden Fahrtrouten existieren. Allgemein stimmen die Angaben dahingehend überein, dass LZ 104 am 21. November 1917 zunächst entlang der Linie europäische Türkei, Kleinasien und Smyrna (heute Izmir) fuhr. Deutsche Flugzeuge, die von osmanischen Stützpunkten aus operierten, boten dabei Geleitschutz. (LZ 104 selbst war, um die Nutzlast zu erhöhen, genau wie vormals LZ 102 komplett entwaffnet worden.) Weiter folgte eine Route von Kos über die Ägäis zum östlichen Ende Kretas. Daran schloss sich die Fahrt über das östliche Mittelmeer zur afrikanischen Küste an, die etwa bei Sallum und Sidi Barrani überquert wurde. Des Weiteren passierte LZ 104 die Oasen Siwa, Farafra und Dachla in Ägypten. Erst im Sudan wurde der Nil, etwa ab Wadi Halfa, gestreift.
Als Landeplatz in Ostafrika war das Makonde-Plateau im Südosten des heutigen Tansanias ins Auge gefasst worden.

#### Abbruch der Afrikafahrt
Als fern am Horizont bereits Khartum auftauchte, empfing LZ 104 folgenden Funkspruch aus Nauen bei Berlin:

„Letzter Stützpunkt Lettow-Vorbecks, Revala, verlorengegangen. Ganzes Makondehochland im Besitz der Engländer. Teile Lettows gefangen. Rest nördlich hart bedrängt. Sofort umkehren!“

Dieser Funkspruch ließ sich nicht durch Gegenfrage verifizieren, da der Sender der Funkanlage ausgefallen war. Daraufhin kehrte LZ 104 um, nachdem es bereits einen großen Teil der Wegstrecke zurückgelegt hatte. Die südlichste Position lag etwa bei 16° 30′ N, 30° 0′ O. Kurz nach der Umkehr wurde das Luftschiff durch Abwinde fast auf den Wüstenboden gedrückt. Die Route der Rückfahrt verlief über dem Sudan, Ägypten und dem Mittelmeer ähnlich wie bei der Hinfahrt. Kleinasien wurde etwas weiter östlich überquert und Istanbul passiert. In den Morgenstunden des 25. Novembers 1917 wurde schließlich der Ausgangsplatz Jambol wieder erreicht.
Während der Fahrt stellte das Luftschiff einen Langstreckenrekord auf. In 95 Stunden und fünf Minuten Fahrzeit legte LZ 104 eine Strecke von 6757 Kilometern zurück. Die Afrikafahrt des „L 59“ ist bis Ende 1923 von keinem anderen Luftfahrzeug überboten worden.
Lettow-Vorbeck bezweifelte im Nachhinein, dass LZ 104 ihn und seine Truppe überhaupt gefunden hätte. Seiner Ansicht nach war die Fahrt um einen Monat zu spät erfolgt. Zudem gab es Anzeichen, dass die Briten über die Zeppelin-Mission informiert waren, was spätere Gerüchte über Spionageakte und angebliche Falschmeldungen hervorrief. Der Historiker Horst Gründer gelangte zu dem Schluss, dass der Admiralstab die Fahrt auf Veranlassung des Reichskolonialamts abbrechen ließ, da die Wahrscheinlichkeit eines Misserfolges aufgrund der aus deutscher Sicht verschlechterten Gefechtslage zu groß erschien.

### Weitere Verwendung und Verbleib
Nach dem gescheiterten Afrikaunternehmen wurde LZ 104 zum Fronteinsatz umgerüstet. Eine von Bockholt erwogene Wiederholung des Unternehmens wurde verworfen. Auch der Idee der vormaligen Mittelmeerdivision, statt Ostafrika den Jemen im Auftrag von Enver Pascha zu versorgen, schloss sich der Admiralstab nicht an: LZ 104 werde für Erprobungen und spätere Frontverwendung sehr dringend gebraucht. Zur Durchführung der Umrüstung befand sich das Luftschiff zum Jahreswechsel 1917/18 wieder in Deutschland. Anfang 1918 wurde LZ 104 für Angriffsfahrten in den Nahen Osten und Italien eingesetzt. Im weiteren Verlauf des Kriegs warf LZ 104 6400 Kilogramm Bomben ab. Am 10. März 1918 bombardierte das Schiff die Flottenbasis und Industrieanlagen von Neapel. Am 20. März 1918 musste ein Angriff auf Port Said aufgrund zu starken Gegenwindes vorzeitig abgebrochen werden. Am 7. April 1918 stürzte der Zeppelin aus ungeklärter Ursache bei einer Angriffsfahrt gegen Malta über der Straße von Otranto in das Mittelmeer. Die Besatzung des deutschen U-Boots UB 53 wurde Zeuge des Absturzes, bei dem es keine Überlebenden gab.

## Technische Daten
| Kenngröße                 | Daten                                            |
| ------------------------- | ------------------------------------------------ |
| Länge                     | 226,5 m                                          |
| Größter Durchmesser       | 23,9 m                                           |
| Prallgasinhalt            | 68.500 m³ Wasserstoff                            |
| Gaszellenzahl             | 16                                               |
| Leergewicht               | 27.600 kp                                        |
| Nutzlast (0 °C, 760 mmQS) | 51.900 kp                                        |
| Motoren                   | 5 Maybach-Motoren HSLu zu je 240 PS (ca. 180 kW) |
| Propeller                 | 4 Jaray-Holzpropeller                            |
| Antennen                  | 3 hängende Drähte, je 120 m lang                 |
| Höchstgeschwindigkeit     | 103 km/h                                         |
| Statische Gipfelhöhe      | 8.200 m (?)                                      |
| Reichweite                | 16.000 km                                        |